# Saint-Léger-Magnazeix
Saint-Léger-Magnazeix is een gemeente in het Franse departement Haute-Vienne (regio Nouvelle-Aquitaine) en telt 520 inwoners (2005). De plaats maakt deel uit van het arrondissement Bellac.

## Geografie
De oppervlakte van Saint-Léger-Magnazeix bedraagt 53,5 km², de bevolkingsdichtheid is 9,7 inwoners per km².
De onderstaande kaart toont de ligging van Saint-Léger-Magnazeix met de belangrijkste infrastructuur en aangrenzende gemeenten.

## Demografie
Onderstaande figuur toont het verloop van het inwonertal (bron: INSEE-tellingen).